# Arbanitis villosus
Espèce
Synonymes
- Megalosara villosa Rainbow, 1914
- Misgolas villosus (Rainbow, 1914)

Arbanitis villosus est une espèce d'araignées mygalomorphes de la famille des Idiopidae.

## Distribution
Cette espèce est endémique de Nouvelle-Galles du Sud en Australie. Elle a été découverte à Enfield.

## Description
La carapace du mâle holotype mesure 9,6 mm de long sur 8 mm et l'abdomen 8 mm de long sur 5,8 mm.

## Publication originale
- Rainbow, 1914 : Studies in the Australian Araneidae. No. 6. The Terretelariae. Records of the Australian Museum, vol. 10, p. 187-270 (texte intégral).